# Chiesa di San Martino (Moletano)
La Chiesa di San Martino è un edificio di culto cattolico, databile alla metà del 1200, situato nei pressi di Moletano, frazione del comune di Amatrice. La Chiesa si trova a 1.150 m slm, all’inizio di un percorso che conduce sulle vette dei Monti della Laga, su di uno sperone a strapiombo sul sottostante fiume Tronto.

## Storia

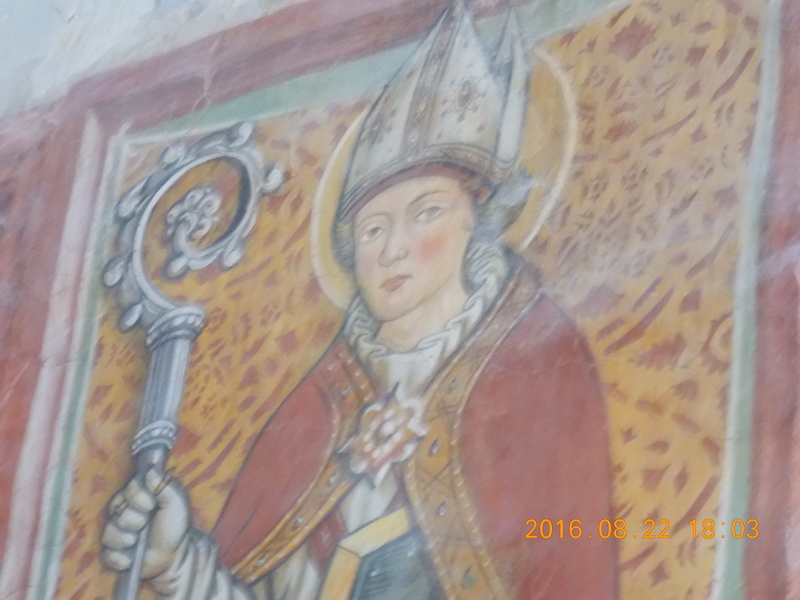
San Martino di Tours (D. Cappelli)

Tradizione vuole che sia stata edificata, verso la metà del 1200, da soldati Francesi – il cui Comandante era originario di Tours, città ove il Santo esercitò il suo ministero episcopale – impegnati, negli anni 1265/1275, nella Guerra tra Manfredi e Corradino di Svevia contro Carlo I d'Angiò.
Ampliata nel 1422 e restaurata nel 1479, (sullo sperone dell'abside si legge la data 1422 mentre sull'architrave del portale quella del 1472) la Chiesa ha subito notevoli danni, causati dai numerosi terremoti che hanno colpito, nei secoli, la zona. Da ultimo, quello del 2016 che, in due successivi eventi, ne ha prodotto la pressoché totale distruzione. Al riguardo, grazie all’intervento operato in sinergia tra MiBACT, Vigili del Fuoco, Comando Tutela Patrimonio Culturale dell’Arma dei Carabinieri, Opificio delle Pietre Dure di Firenze e Volontari della Protezione Civile, si sono potute recuperare ben 57 Opere, attualmente depositate presso la Scuola del già Corpo Forestale dello Stato di Cittaducale (RI), tra cui: due dipinti ad olio, un paliotto su tela, un cassettone, due statue di gesso, due coppie di angeli portacandele, una Via Crucis, un Tabernacolo in legno dipinto, reliquiari, oggetti liturgici, pianete e testi a stampa.
Dopo numerose vicissitudini, al momento, la Parrocchia di San Martino risulta canonicamente costituita il 1º settembre 1986 e riconosciuta civilmente il 7 ottobre 1986. La descrizione della chiesa si riferisce, naturalmente, al periodo antecedente il terremoto del 2016.

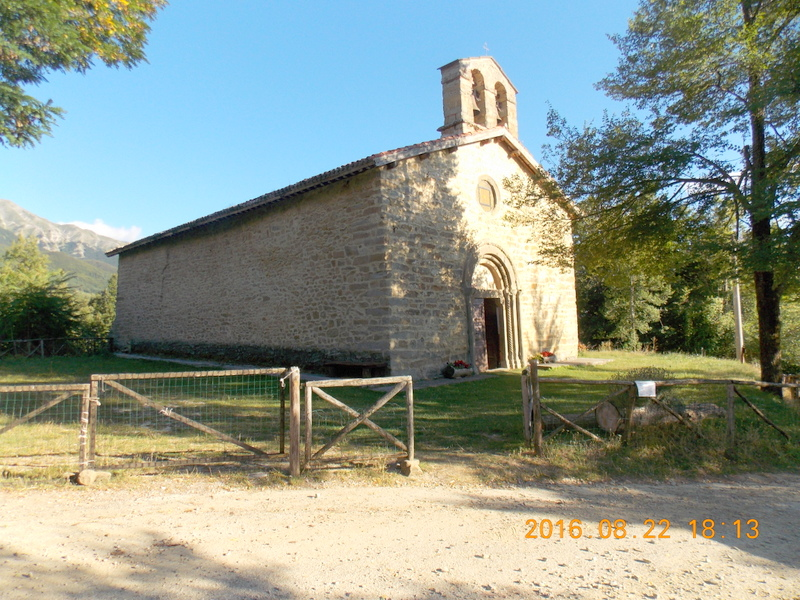
Facciata

Il villaggio in origine era molto più esteso: le poche case che c'erano prima del terremoto del 24 agosto 2016 erano quanto rimaneva del primitivo abitato dopo i ripetuti terremoti. Prima del sisma del 2016 infatti, è degno di nota per lutti e distruzioni quello del 1639 che provocò la caduta della Chiesa, quello del 1703, invece che provocò diversi morti. Il parroco di allora per sottolineare quanto fu terribile quell'anno annotò sul libro dei battesimi: "Tempore terremotus magni!".

## Descrizione

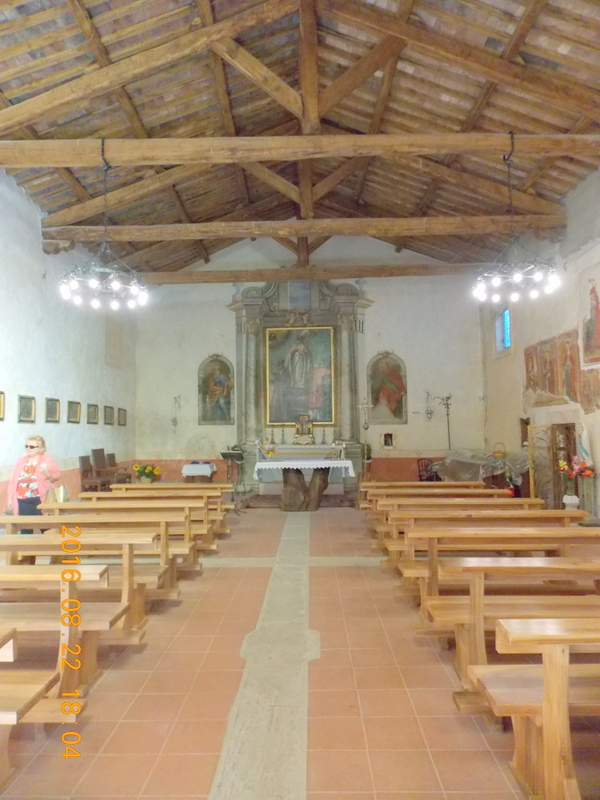
Navata centrale con dettaglio del soffitto in cassettoni in legno

La Chiesa ha forma rettangolare, con unica navata, ed è lunga m. 19 e larga m. 11,6, con tetto a capriata. Il campanile, con due campane, è a vela ed è asimmetrico. Di notevole importanza artistica è il portale in pietra arenaria, del 1400, con una rozza Annunciazione, L'architrave del portale presenta al centro lo Stemma degli Angioini (Scudo crociato sormontato da tre gigli di Francia) e ripete lo Stemma della Città di Amatrice. L'emblema degli Angioini conferma l'origine della Chiesa attribuita ai Francesi, che con le loro truppe si erano stanziati nei pressi di Amatrice proprio verso il 1200. Al di sopra dello scudo vi è incisa la data 1479; a sinistra, sui lati, si può vedere un Angelo con tre fiori nella mano, riferimento ai gigli di Francia; a destra, un Angelo disteso in volo, con una Croce sulle spalle. Sotto, un Leggio con libro aperto e, di lato, la Vergine che sembra leggerlo. Sopra il libro, tra l’Angelo e la Vergine, la Colomba dello Spirito Santo. Il tutto potrebbe rappresentare l’Annunciazione. La raffigurazione dell'Annunciazione segue uno dei modelli iconografici usata dai pittori o incisori, presenta cioè al centro della scena un leggio, su cui è aperto un libro. Questo complesso iconografico rappresenta un alto valore storico e culturale. Nella lunetta del Portale si vede un dipinto molto deteriorato con la Vergine e alcuni Santi..
Infine, il rosone, in pietra serena, asimmetrico rispetto al Campanile ed alla Facciata. 

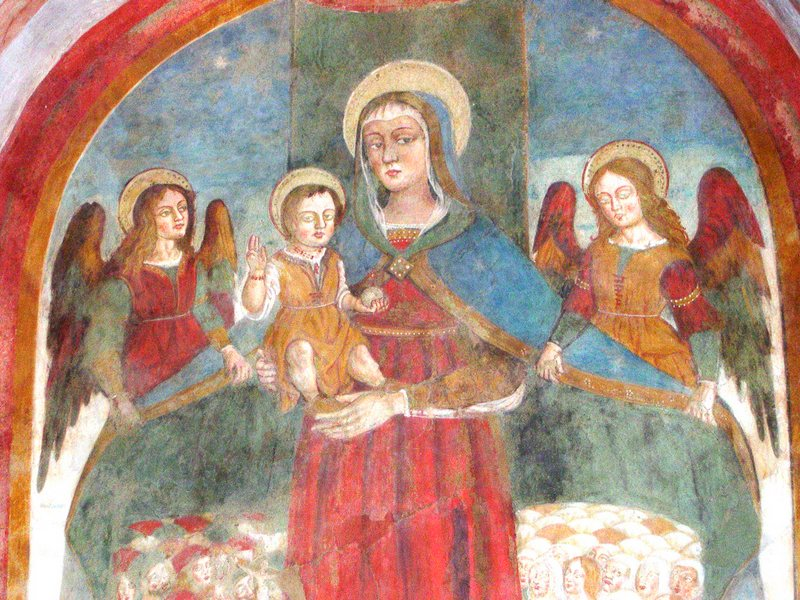
Madonna col Bambino (D. Cappelli)

### L'interno della Chiesa
All’interno, sulla parete destra, alcuni affreschi votivi, databili al 1400, attribuiti a Dionisio Cappelli.
Altri affreschi sugli altari laterali (Madonna della Misericordia), sopra l’ingresso della Sagrestia ed ai lati dell’Altare Centrale (San Pietro e San Paolo), sopra il quale vi è una tela del XVI o XVII secolo, rappresentante San Martino con le insegne episcopali e, sotto, San Francesco e San Lorenzo con, in basso a sinistra, la figura del probabile committente. Da notare, tra l’altro, un bel Tabernacolo in legno dorato a forma di tronetto dietro il nuovo altare liturgico che è stato ricavato insieme alla mensa dai due olmi frangivento ai lati della Chiesa.

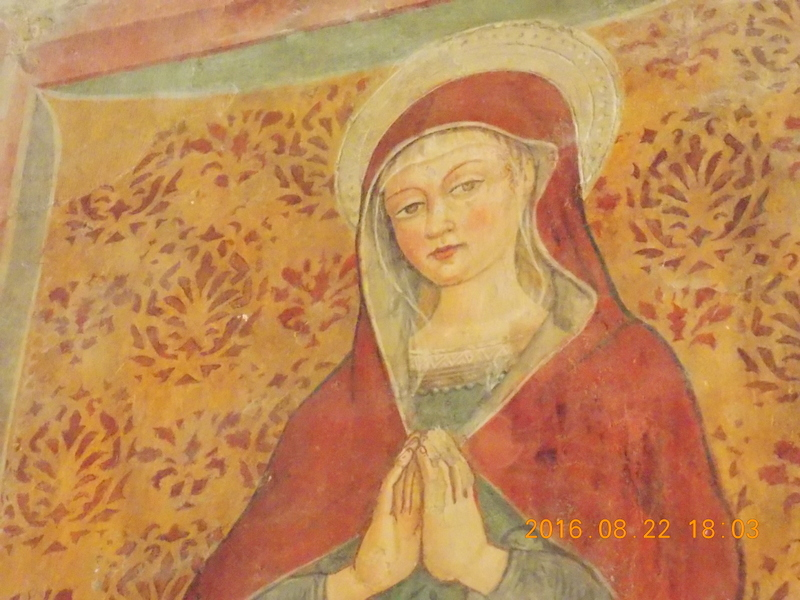
Santa Caterina (D. Cappelli)

Sulla parete sinistra, una serie di stampe raffiguranti la Via Crucis, opera dello stampatore Francese F. Dubercelle (circa del 1736), stampate a Parigi.
Nella Sagrestia, un piccolo Arcangelo Gabriele in terracotta, attribuito anch’esso a Dionisio Cappelli. 
Il Battistero, prima che il terremoto del 2016 si abbatté sulla Chiesa era in via di ristrutturazione. Nello specifico si stava ristrutturando solo la copertura lignea del 1600 che era stata recuperata al completo.
Infine, un piccolo Museo al piano superiore, a cui si arriva tramite una scaletta metallica – un tempo sede del custode eremita – espone arredi sacri, suppellettili e documenti e riferibili alla fine dell'Ottocento e a metà del 1900.